# A Handful of Darkness
A Handful of Darkness este o colecție de povestiri science-fiction și fantastice ale scriitorul american Philip K. Dick. A fost publicată pentru prima oară de Rich Cowan în 1955 și a fost prima carte hardcover a lui Dick..
Multe dintre povestiri au apărut inițial în revistele Galaxy Science Fiction, Astounding Stories, The Magazine of Fantasy & Science Fiction, Fantastic Universe, If, Amazing Stories, Imagination, Fantastic Story Magazine, Science Fiction Stories, Beyond Fantasy Fiction și Fantasy Fiction.

## Cuprins
- "Colony"
- "Impostor"
- "Expendable"
- "Planet for Transients"
- "Prominent Author"
- "The Builder"
- "The Little Movement"
- "The Preserving Machine"
- "The Impossible Planet"
- "The Indefatigable Frog"
- "The Turning Wheel"
- "Progeny"
- "Upon the Dull Earth"
- "The Cookie Lady"
- "Exhibit Piece"